# Carlota Bruna
Carlota Bruna (Barcelona, 9 de julio de 1997) es una influencer y divulgadora medioambiental española. Es también embajadora del Pacto Europeo por el Clima. Fue reconocida por su labor en los Forbes Best Content Creators 2023.

## Trayectoria
Estudió nutrición y dietética y empezó a crear contenido en las redes sociales.Sus contenidos digitales están relacionados con la alimentación vegana, defiendo la acción individual como parte de la lucha contra el cambio climático. Fue invitada a hablar sobre la necesidad de prohibir los plásticos de un solo uso en el Parlamento Europeo.
En junio de 2023 presentó Al mar! del canal infantil SX3, un programa de televisión que enseña las actividades náuticas, la costa catalana y la forma de preservar su entorno. Ha publicado artículos para la revista National Geographic.
Ha publicado dos libros, Camino a un mundo vegano sobre la toma conciencia de lo que comemos, del impacto de nuestras acciones y de cuál es nuestra huella en el mundo y Somos la última generación que puede salvar el planeta.
En 2025, Carlota Bruna se convirtió en la presentadora la Vuelta a la España Digital, una serie de RTVE que muestra como la tecnología está transformando la lucha contra el cambio climático.

## Reconocimientos
En 2023 recibió el premio Forbes a la mejor creadora de contenido sobre sostenibilidad. Ese mismo año, fue reconocida como mejor influencer de España en la categoría de Medioambiente, Eco y Sostenibilidad de los GenZ Awards. También fue reconocida como EU Climate Pact Ambassador.

## Obra
- 2019 – Camino a un mundo vegano. Editorial Montena. ISBN 978-8417773663.
- 2020 – Somos la última generación que puede salvar el planeta. Editorial Montena. ISBN ISBN 978-8417922849.